# George Lucas (archevêque)
Pour les articles homonymes, voir Georges Lucas (homonymie) et George Lucas.
Ne doit pas être confondu avec Georges Lucas ou Georg Lukács.
George Lucas, né le 12 juin 1949 à Saint-Louis (Missouri), est un prélat catholique américain, évêque du diocèse de Springfield en Illinois (en) de 1999 à 2009 puis archevêque d'Omaha jusqu'en 2025.

## Biographie

### Études et ministères
George Lucas est l'aîné des quatre enfants de George et Mary Lucas. De 1963 à 1967, il étudie au séminaire de Saint-Louis, puis au Cardinal Glennon College jusqu'en 1971, où il obtient son baccalauréat en philosophie. Il étudie la théologie au séminaire Kenrick-Glennon de 1971 à 1975, et est ordonné prêtre le 24 mai 1975 par le cardinal John Carberry.
Il sert ensuite comme curé de l'église Saint-Justin-Martyr à Sunset Hills jusqu'en 1980, et de l'église Saint-Dismas à Florissant jusqu'en 1981. Parallèlement à l'exercice de ses fonctions en l'église Notre-Dame du Mont Carmel de Saint-Louis (1981-1984) puis en l'église de l'Ascension à Normandy (1984-1986), il poursuit ses études à l'Université de Saint-Louis de 1982 à 1986, et obtient son diplôme de maîtrise en histoire. 
Il est également professeur (1981-1987) et vice-principal (1982-1987) du séminaire du nord de Saint-Louis.
Il devient également pasteur de l'église Sainte-Anne à Normandy (1986-1989) et de l'église Saint-Pierre de Kirkwood (1989-1990).
De 1990 à 1994, il est chancelier de l'archidiocèse de Saint-Louis et secrétaire privé de John L. May (en). Il est élevé au rang de prélat d'honneur de Sa Sainteté le 5 septembre 1994 puis devient vicaire général de Saint-Louis pour une année avant de devenir recteur du séminaire de Kenrick-Glennon en 1995.

### Épiscopat
Le 19 octobre 1999, il est nommé comme huitième évêque de Springfield en Illinois, par le pape Jean-Paul II. Il reçoit alors sa consécration épiscopale des mains de Francis George avec comme co-consécrateurs Gabriel Montalvo Higuera et Daniel L. Ryan (en).
Au sein de la Conférence des évêques catholiques des États-Unis, il est membre du sous-comité pour le catéchisme.
Le 3 juin 2009, Benoît XVI le nomme comme cinquième archevêque d'Omaha, dans le Nebraska. Il succède alors à Elden Curtiss, et est installé en la cathédrale Sainte-Cécile, le 22 juillet 2009, par Pietro Sambi nonce apostolique aux États-Unis, en présence des cardinaux Francis George et Justin Francis Rigali.
Il reçoit le pallium des mains du pape Benoît XVI le 29 juin 2009, lors d'une cérémonie en la basilique Saint-Pierre.
Le 13 décembre 2019, le diocèse de Lincoln annonce que James Conley a demandé et obtenu du Saint-Siège d'être temporairement déchargé de sa fonction épiscopale pour raisons médicales. Pour faire face à cette indisponibilité, le Saint-Siège nomme George Lucas administrateur apostolique du diocèse.
Le 31 mars 2025, le pape François accepte sa démission, et nomme Michael McGovern pour lui succéder.

## Accusations d'agressions sexuelles
En juillet 2024, une plainte est déposée contre l’archidiocèse de Saint-Louis évoquant des décennies d’abus sexuels commis par des prêtres dont l’actuel archevêque d’Omaha, George Lucas. Ce dernier réfute ces accusations.

## Succession apostolique
George Lucas a ordonné les évêques suivants :
- Évêque Joseph G. Hanefeldt (en) (2015)